# Chmielnicka Obwodowa Administracja Państwowa

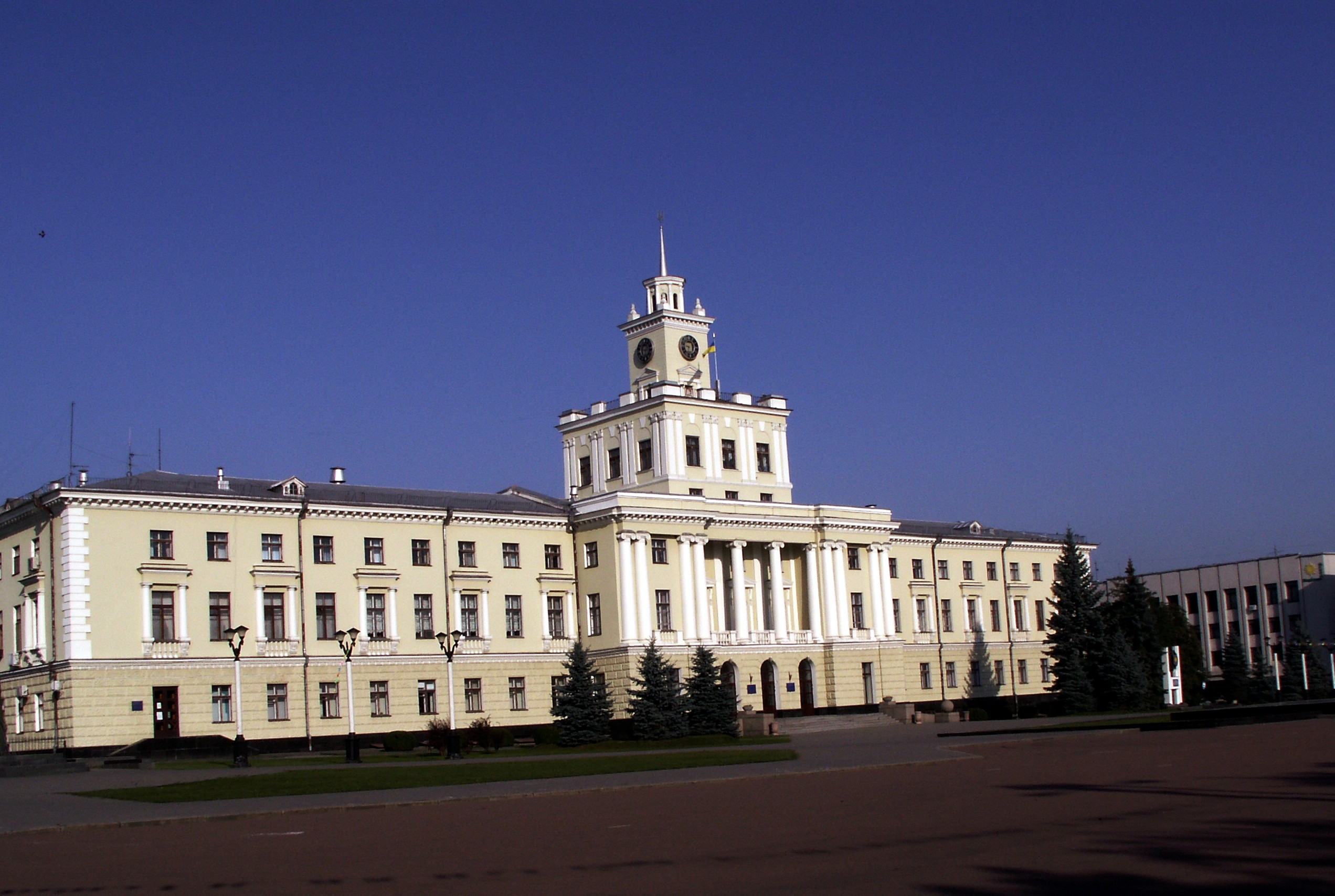
Budynek Chmielnickiej Obwodowej Administracji Państwowej

Chmielnicka Obwodowa Administracja Państwowa – obwodowa administracja państwowa (ODA), działająca w obwodzie chmielnickim Ukrainy.

## Przewodniczący ODA
- Jewhen Huselnykow – przedstawiciel prezydenta w obwodzie (od 31 marca 1992 do 28 czerwca 1994, ponownie od lipca 1995 do 9 września 1998)
- Wiktor Łundyszew (od 9 września 1998 do 12 lipca 2004)
- Wiktor Kocemyr (od 12 lipca 2004 do 21 stycznia 2005)
- Witalij Ołujko (od 4 lutego do 14 lutego 2005)
- Iwan Hładuniak (od 4 marca 2005 do 27 lipca 2006)
- Ołeksandr Buchanewycz (od 27 lipca 2006 do 9 listopada 2007)
- Iwan Hawczuk (od 9 listopada 2007 do 18 marca 2010)
- Wasyl Jaducha (od 18 marca 2010 do 7 marca 2014)
- Łeonid Prus (od 15 marca do 22 września 2014)
- Mychajło Zahorodny (od 6 marca do 18 grudnia 2015)
- Ołeksandr Korniczuk (od 18 kwietnia 2016 do 16 maja 2018)
- Wadym Łozowyj (od 19 maja 2018 do 11 czerwca 2019)
- Wołodymyr Kalniczenko (p.o., od 11 czerwca do 21 listopada 2019
- Dmytro Habinet (od 21 listopada 2019 do 24 listopada 2020)
- Roman Prymusz (p.o., od 24 listopada 2020 do 3 grudnia 2020)
- Serhij Hamalij (od 3 grudnia 2020)